# Irma Brandeis
Irma Brandeis (New York, 3 febbraio 1905 – Annandale-on-Hudson, 29 gennaio 1990) è stata una critica letteraria e italianista statunitense.

## Biografia
Nata in una ricca famiglia ebraica newyorchese di origine austro-boema, compì studi letterari, in particolare di letteratura italiana e danteschi, e insegnò al Sarah Lawrence College e alla Columbia University. Nel 1933 incontrò Eugenio Montale a Firenze durante un viaggio estivo (aveva letto Ossi di seppia), e nacque una storia d'amore destinata a concludersi definitivamente nel 1938; la storia fu peraltro vissuta da Montale contemporaneamente a quella con Drusilla Tanzi (con cui il poeta si sarebbe poi sposato agli inizi degli anni Sessanta), e Drusilla cercò di interrompere il rapporto tra Eugenio e Irma. Nel 1939 cessò il loro intenso scambio epistolare, una volta svanita l'ultima possibilità per il poeta di imbarcarsi per raggiungerla negli Stati Uniti.
La storia epistolare del loro amore è stata divulgata nel volume Lettere a Clizia (2006), in cui tra le altre cose Eugenio scrive ad Irma di due tentativi di suicidio di Drusilla, compiuti per scoraggiarlo dall'idea di una sua eventuale partenza per New York, dove egli contava di raggiungere l'amata. L'ultima lettera di Irma in possesso degli studiosi esprimeva il suo sentimento e il suo disappunto: «Purtroppo, io ti amo. Ogni cosa che fai per farti del male, la fai anche a me. Non posso sopportare questa nostra vita dolente e poco eroica, ridicola quasi, ma vedo che ormai è troppo tardi per porvi rimedio».
Nel 1960 uscì il suo studio dantesco The Ladder of Vision. A Study of Dante's Comedy (Chatto & Windus, London), sul tema della scala che va verso Dio nella Commedia, lavoro influenzato anche dalle idee di Charles Singleton, di cui era stata allieva.

## Irma-Clizia
Montale idealizza poeticamente la figura di Irma, chiamata nelle liriche con il soprannome-senhal di Clizia, soprattutto ne La Bufera e Altro come donna angelo (come Beatrice nella poesia di Dante) capace di ridare senso alla sua vita e di permettergli il confronto con i suoi drammi esistenziali. Paolo De Caro in Journey to Irma... (1999) vede Irma-Clizia per Montale come una "Donna-Messia" interna a una forma simbolica di "religione privata" del poeta, con riferimenti ad antichi testi mistici; analogamente Francesco Zambon, pur rivedendo tutta l'umanità di questo personaggio femminile, riconosce in lei un "segno divino" misterioso.
In Ti libero la fronte dai ghiaccioli, l'espressione sole freddoloso è vista anch'essa come un senhal del cognome (di origine germanica) di Irma, frammentato nei significati delle sue due componenti "Brand-eis" (fuoco-ghiaccio).